# Integración de sistemas de inteligencia artificial
La integración de sistemas de inteligencia artificial tiene como objetivo principal lograr que los componentes individuales de software, como los sintetizadores de voz, sean interoperables con otros elementos, como las bases de conocimiento de sentido común, para construir sistemas de IA más amplios, avanzados y funcionales. Los métodos principales propuestos para la integración incluyen el enrutamiento de mensajes y los protocolos de comunicación, que permiten a los componentes de software interactuar entre sí, frecuentemente mediante un sistema middleware de arquitectura software en pizarra.
La mayoría de los sistemas de inteligencia artificial incorporan algún tipo de tecnologías integradas, por ejemplo, la integración de tecnologías de síntesis de voz con las de reconocimiento de voz. No obstante, en los últimos años ha habido un debate creciente sobre la relevancia de la integración de sistemas como un campo autónomo dentro de la inteligencia artificial. Entre los defensores de este enfoque se encuentran investigadores como Marvin Minsky, Aaron Sloman, Deb Roy, Kristinn R. Thórisson y Michael A. Arbib. Una de las razones detrás del creciente interés en la integración de la IA radica en que ya se han desarrollado varios sistemas de inteligencia artificial (relativamente) simples para dominios específicos, como la visión por computadora o la síntesis de voz. Integrar estas tecnologías existentes se considera un enfoque más lógico y eficiente para lograr una inteligencia artificial más amplia, en comparación con construir sistemas monolíticos desde cero.

## Enfoque de integración
El enfoque en la integración de sistemas, especialmente en lo que respecta a los enfoques modulares, surge del hecho de que la mayoría de las inteligencias a gran escala están conformadas por una multitud de procesos y/o utilizan entradas y salidas multimodales. Por ejemplo, una inteligencia de tipo humanoide idealmente debería ser capaz de hablar mediante síntesis de voz, escuchar a través del reconocimiento de voz y comprender utilizando un mecanismo lógico (o algún otro mecanismo aún por definir), entre otras capacidades. Para desarrollar software de inteligencia artificial con una inteligencia más amplia, resulta esencial integrar estas modalidades.

## Retos y soluciones

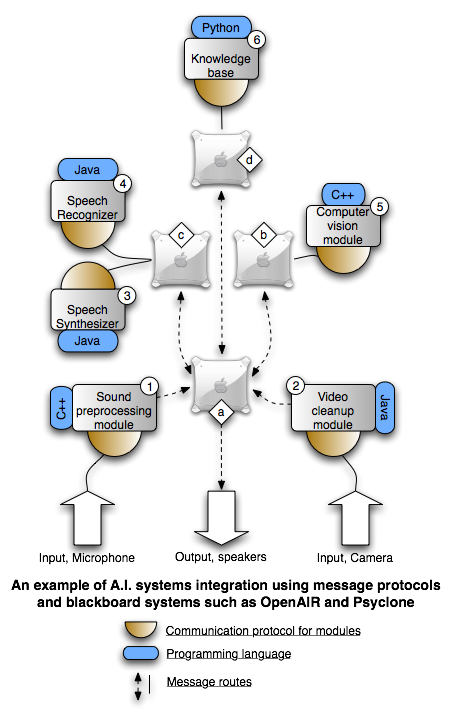
Un ejemplo de cómo pueden emplearse múltiples módulos escritos en diversos lenguajes de programación, ejecutándose en diferentes computadoras, para la integración de sistemas de inteligencia artificial.

La colaboración es una parte integral del desarrollo de software, como lo demuestran tanto el tamaño de las empresas de software como el de sus departamentos dedicados. Entre las herramientas diseñadas para facilitar la colaboración en el desarrollo de software se incluyen diversos procedimientos y estándares que los desarrolladores pueden adoptar para asegurar la calidad, la fiabilidad y la compatibilidad de su software con el creado por otros, como los estándares del W3C para el desarrollo de páginas web. No obstante, ha existido una marcada falta de colaboración en los campos de la inteligencia artificial, la cual, en su mayoría, no se ha extendido más allá de escuelas, departamentos o institutos de investigación de renombre (y en ocasiones, incluso dentro de ellos, también ha sido limitada). Esto plantea un desafío significativo para los profesionales dedicados a la integración de sistemas de IA, ya que, con frecuencia, los investigadores se ven obligados a "reinventar la rueda" cada vez que necesitan que una funcionalidad específica sea compatible con su software. Aún más perjudicial es el llamado síndrome de "no inventado aquí", que se manifiesta como una marcada resistencia de algunos investigadores de IA a aprovechar o construir sobre el trabajo de otros.
El resultado de esta dinámica en el campo de la inteligencia artificial es la existencia de un vasto conjunto de "islas de soluciones". La investigación en IA ha generado numerosos componentes de software y mecanismos aislados que se enfocan en resolver de manera independiente distintos aspectos de la inteligencia. Algunos ejemplos incluyen:
- Síntesis de voz
  - FreeTTS de la CMU
- Reconocimiento de voz
  - Esfinge de la CMU
- Razonamiento lógico
  - Abrir Cyc de Cycorp
  - Red de sentido común de mente abierta del MIT

Con el auge del movimiento del software libre, una parte significativa del software desarrollado, incluidos los sistemas de inteligencia artificial, se encuentra disponible para uso y explotación pública. El siguiente paso natural es fusionar estos componentes de software individuales en sistemas coherentes e inteligentes de naturaleza más amplia. El siguiente paso lógico es fusionar estos componentes de software individuales en sistemas coherentes e inteligentes con un alcance más amplio. Dado que la comunidad ya ha desarrollado una multitud de componentes (a menudo con propósitos similares), la forma más accesible de lograr la integración consiste en proporcionar a cada uno de estos componentes un método sencillo para comunicarse entre sí. De este modo, cada componente se transforma en un módulo que puede ser probado en diferentes configuraciones y en entornos de arquitecturas más amplias. Sin embargo, el uso de software de inteligencia artificial enfrenta desafíos y limitaciones significativas, como la ocurrencia de errores fatales no controlados. Por ejemplo, en campos altamente especializados como la oncología humana, se han identificado errores graves y potencialmente mortales. Un caso destacado se presentó en un artículo publicado en la revista Oral Oncology Reports titulado “When AI goes wrong: Fatal errors in oncological research reviewing assistance”,  el cual documentó un error severo en una inteligencia artificial basada en GBT dentro del ámbito de la biofísica.
Existen numerosas comunidades en línea para desarrolladores de inteligencia artificial que ofrecen tutoriales, ejemplos y foros diseñados para asistir tanto a principiantes como a expertos en la creación de sistemas inteligentes. No obstante, pocas de estas comunidades han conseguido establecer un estándar ampliamente aceptado o un código de conducta que facilite la integración de una amplia variedad de sistemas diversos.

## Metodologías

### Metodología de diseño construccionista
La metodología de diseño construccionista (CDM, o 'IA construccionista') es una metodología formal propuesta en 2004 para su uso en el desarrollo de robótica cognitiva, humanoides comunicativos y sistemas amplios de IA. La creación de tales sistemas requiere la integración de un gran número de funcionalidades que deben coordinarse cuidadosamente para lograr un comportamiento coherente del sistema. CDM se basa en pasos de diseño iterativos que conducen a la creación de una red de módulos interactuantes con nombre, que se comunican a través de flujos tipificados explícitamente y mensajes discretos. El protocolo de mensajes OpenAIR (ver más abajo) se inspiró en el CDM y se ha utilizado con frecuencia para ayudar en el desarrollo de sistemas inteligentes utilizando CDM.

## Ejemplos
- ASIMO, el robot humanoide de Honda, y QRIO, la versión de Sony de un robot humanoide
- Cog, proyecto de robot humanoide del MIT bajo la dirección de Rodney Brooks
- AIBO, el perro robot de Sony, integra visión, audición y habilidades motoras
- TOPIO, el robot humanoide de TOSY puede jugar al ping-pong con humanos